# Раков, Иван Ильич
Иван Ильич Раков — советский конструктор-оружейник. Работал в КБ НИПСВО. В 1939 и в 1947—1948 гг. участвовал в конкурсах по разработке общевойскового пистолета. Во время войны участвовал в разработке автоматического оружия. В 1942-43 гг. он в соавторстве с А. А. Булкиным участвовал в разработке станкового пулемёта.
Разработчик «Машинки Ракова» — машины с ручным приводом для снаряжения пулемётной ленты, которая была принята на вооружение Советской Армии в 1967 году. Стоит на вооружение России и ряда других стран по нынешний день.